# Nik Odermatt
Nik Odermatt (* 11. April 1999) ist ein Schweizer Unihockeyspieler, welcher zuletzt beim Nationalliga-A-Verein UHC Waldkirch-St. Gallen unter Vertrag stand. Im Frühling 2024 vermeldete Odermatt seinen Rücktritt aus dem Leistungssport.

## Karriere
Die längste Zeit seiner Jugend gehörte Odermatt dem Zug United zugehörigen Verein UHC Astros Rotkreuz und dem Grasshopper Club Zürich an. 2014 wechselte er in den Nachwuchs der Stadtzürcher, wo Odermatt sämtliche Juniorenstufen durchlief.
Odermatt stand während der Saison 2019/20 erstmals im Kader der Nationalliga-A-Mannschaft von GC Unihockey. Sein erstes Tor erzielte Odermatt am 19. Oktober 2019 gegen Ad Astra Sarnen auf Zuspiel von Cyril Zolliker.
2020 wechselte der gebürtige Zuger zu Zug United in die Nationalliga A. Nach einer grösseren Verletzung wechselte er 2022 zu UHC Waldkirch-St. Gallen, wo er seine letzte Saison in der NLA absolvierte.